# Cinematronics, LLC
Cinematronics, LLC (също е известна под имена Maxis South и Cinematronics) е бивш тексаски разработчик на компютърни игри, основана през 1994 от Дейвид Стафорд, Майк Сандъдж и Кевин Глинър. Те са направили Tritryst за Virgin Interactive, Full Tilt! Pinball за Максис и Jack Nicklaus 4 за Accolade. Масата Space Cadet от Full Tilt! е включена в Microsoft Plus 95 и няколко версии на Microsoft Windows.
Максис купува компанията през 1996 година и я преименува на Maxis South; по това време Cinematronics има 13 служители. Подобно на Maxis South, те разработиха Marble Drop и неиздавана подобна на Diablo игра, наречена Crucible. Скоро студиото е затворено и служителите са съкратени, когато Максис е придобит от Електроник Артс през 1997 година.

## Разработени игри

### Cinematronics, LLC[3]
- ноември 1995 – Tritryst (издадено от Virgin Interactive)
- 31 октомври 1995 – Full Tilt! Pinball
- 13 март 1996 – Full Tilt! 2 Pinball (издадено от Максис)
- 28 февруари 1997 – Jack Nicklaus 4 (издадено от Accolade[6])

### Maxis South[3]
- 30 март 1997 – Marble Drop (издадено от Максис)
- 1997 – Crucible (не е издадена)